# 中泽佑二
中泽佑二（1978年2月25日—），已退役日本足球运动员，司職后卫，前日本国家足球队成员。

## 俱乐部生涯
1996年，中泽佑二在埼玉县立三乡工业技术高中踢球期间始终没有进入职业球队球探的法眼，为了成为一名职业球员中泽佑二在他高中毕业后远渡重洋来到巴西，在阿美利加明尼路作为实习生训练了将近两年的时间。
1998年1月，中泽佑二以试训球员的身份加盟日职联赛球队东京日视，在训练中中泽佑二赢得了自己的第一份职业球员合同。
1999年3月13日，在东京日视与大阪樱花的比赛中，中泽佑二迎来日职联赛处子秀。4月10日，在东京日视与名古屋鲸鱼的比赛中，中泽佑二打进了自己在日职联赛的首粒进球。中泽佑二在自己职业生涯的第一个赛季被评为年度最佳新秀并入选日本职业足球联赛最佳阵容。
2002年1月，中泽佑二转会加盟日职联赛球队横滨水手。
2003年赛季，中泽佑二帮助横滨水手获得日职联赛冠军，他本人入选日职联赛最佳阵容。
2004年赛季，中泽佑二帮助横滨水手获得日职联赛冠军，中泽佑二本人入选日职联赛最佳阵容并当选2004年度日本足球先生。
2005年赛季，中泽佑二本人入选日职联赛最佳阵容并当选日职联赛最佳球员（MVP）。
2013年赛季帮助横滨水手获得天皇杯冠军，中泽佑二本人入选日职联赛最佳阵容和日职联赛20周年最佳阵容。
2017年1月15日，横滨水手官方宣布球队与中泽佑二续约。

## 国家队生涯
1999年年初，中泽佑二入选了奥马尔·特鲁西埃执教的日本国家足球队和日本国奥队。
1999年9月8日，在日本与伊朗的友谊赛中，中泽佑二上演了在日本国家队的处子秀。
2000年2月13日，在亚洲杯预选赛日本队与新加坡的比赛中，中泽佑二打进国家队首粒进球。他跟随球队赢过2000年亚洲杯冠军。
2002年，中泽佑二在最后时刻落选韩日世界杯日本国家队阵容。
2004年，中泽佑二以主力中卫的身份帮助日本队卫冕了亚洲杯冠军，整个赛事中他打进三球。
2005年，中泽佑二代表国家队参加2005年东亚足球锦标赛。
2006年，中泽佑二代表日本国家队参加德国世界杯。在日本对阵巴西比赛中，中泽佑二担任队长一职，不过日本队小组赛未能出线，赛事之后中泽佑二宣布退出国家队。6个月之后，中泽佑二在新任主帅奥希姆的劝说下重返日本国家队，并参加了与秘鲁的友谊赛。
2007年，中泽佑二代表日本队参加在越南河内举行的亚洲杯。
2008年2月，中泽佑二代表日本国家足球队参加2008年东亚足球锦标赛，并荣获最佳防守球员奖。
2009年，世界杯预选赛中，中泽佑二打满了日本队的全部12场比赛，并在主场与泰国、主场与阿曼以及客场与泰国的比赛中破门得分。

## 外部連結
- 中泽佑二 – FIFA國際賽競賽紀錄 (存檔) （英文）
- 中泽佑二在 National-Football-Teams.com 上的出场纪录 （英文）
- 横浜F・マリノスによる公式プロフィール
- 官方网站